# Stansfield Turner

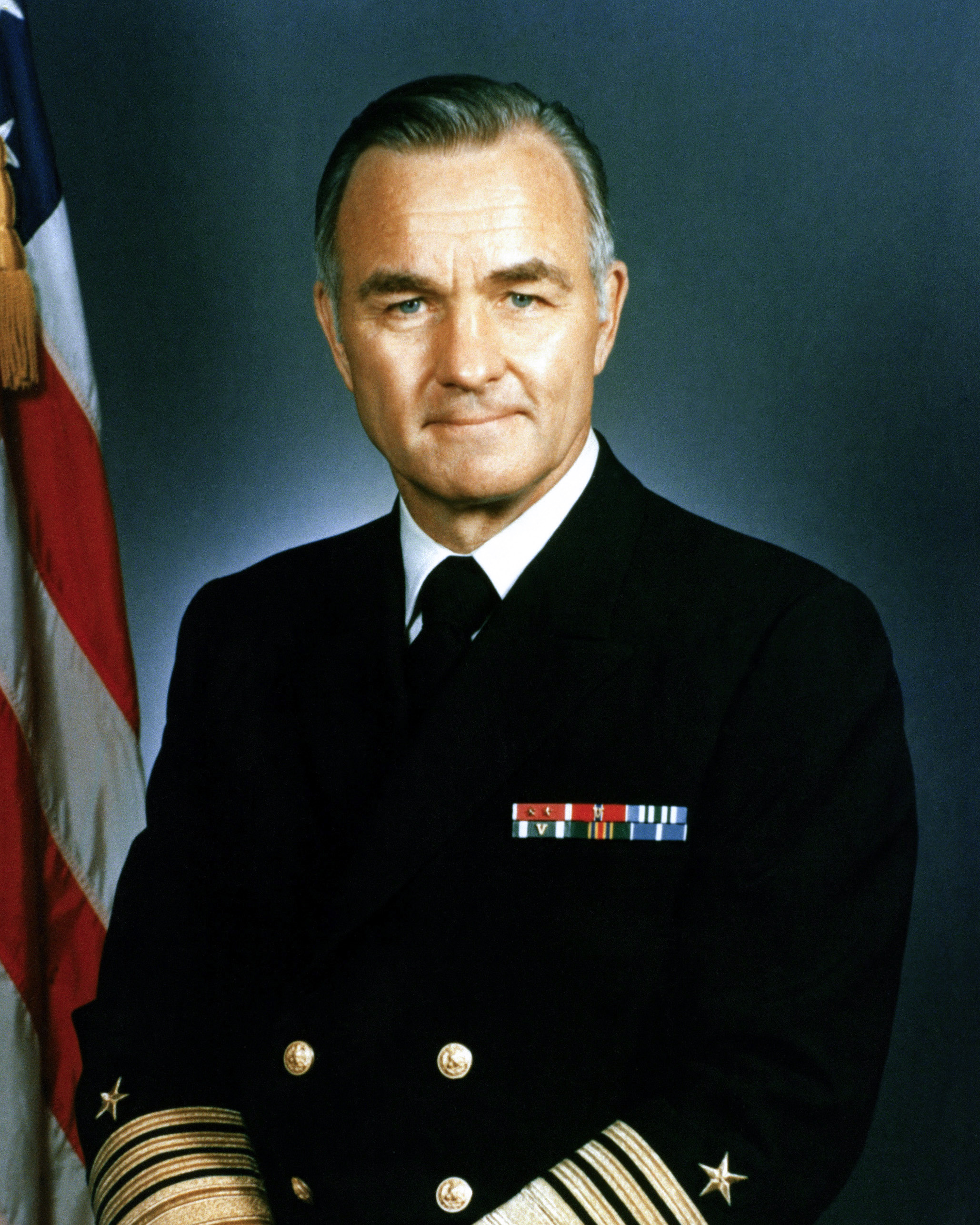

Stansfield Turner (1 de dezembro de 1923 – 18 de janeiro de 2018) foi um almirante da Marinha dos Estados Unidos que serviu como Presidente do Naval War College (1972–1974), comandante da Segunda Frota dos Estados Unidos (1974–1975), Comandante Supremo Aliado da OTAN no Sul da Europa (1975– 1977), e foi Diretor da Central Intelligence (1977-1981) sob a administração Carter. Formado pela Universidade de Oxford e pela Academia Naval dos Estados Unidos, Turner serviu por mais de 30 anos na Marinha, comandando navios de guerra, um grupo de porta-aviões e as forças militares da OTAN no sul da Europa, entre outros comandos.
Turner foi nomeado para liderar a CIA por Jimmy Carter em 1977 e empreendeu uma série de reformas controversas, incluindo reduzir o braço clandestino da Agência e enfatizar a coleta de inteligência técnica sobre a inteligência humana. Ele também supervisionou as respostas da CIA à Revolução Iraniana e à Guerra Soviético-Afegã. Depois de deixar a CIA em 1981, Turner ingressou no setor privado, escreveu vários livros e criticou os governos subsequentes, incluindo a forma como o governo Bush lidou com a Guerra do Iraque. Ele foi pesquisador sênior da Escola de Políticas Públicas da Universidade de Maryland, College Park.

## Infância e educação
Turner nasceu no subúrbio de Highland Park, Illinois, em Chicago, em 1º de dezembro de 1923, filho de Oliver Stansfield Turner, um corretor de imóveis, e Wilhelmina Josephine Wagner. Ele se formou na Highland Park High School em 1941 antes de frequentar o Amherst College até 1943. Depois de ingressar na Reserva Naval dos Estados Unidos, ele foi nomeado para a Academia Naval dos Estados Unidos em 1943 como membro da Classe de 1947. Enquanto estava em Annapolis, ele participou do programa de futebol dos aspirantes da Marinha como guarda. Embora Turner e o colega estudante transferido Jimmy Carter estivessem na mesma classe na Academia, "os dois homens mal se conheciam na época". Ele recebeu seu diploma de graduação em engenharia elétrica e obteve uma comissão na Marinha dos Estados Unidos em junho de 1946 como parte de um currículo acelerado de três anos, resultado da Segunda Guerra Mundial. Ele foi um Rhodes Scholar na Universidade de Oxford enquanto servia na Marinha, ganhando um Oxbridge MA em Filosofia, Política e Economia em 1950. Em 1966, ele frequentou o Programa de Administração Avançada de seis semanas na Harvard Business School.

## Carreira militar
Ao ser comissionado como oficial naval, Turner serviu brevemente a bordo do porta-aviões USS <i id="mwRQ">Palau</i> e do cruzador leve USS Dayton. Após uma breve licença para estudar em Oxford, Turner voltou ao serviço da marinha e serviu como oficial de artilharia a bordo do contratorpedeiro USS Striblinge depois como oficial de operações a bordo do USS Hanson, participando de bombardeios costeiros nos últimos meses da Guerra da Coréia. De 1956 a 1958, ele serviu como oficial comandante do navio de limpeza de minas oceânicas (MSO), USS <i id="mwUA">Conquest</i>, e mais tarde oficial executivo do contratorpedeiro USS Morton(DD-948) em 1961 e 1962. Turner então serviu como oficial comandante do contratorpedeiro USS Rowan e do cruzador de mísseis guiados USS (DLG-30), onde participou de operações de combate na costa do Vietnã.
Ele comandou o Cruiser-Destroyer Flotilla 8 como contra-almirante, liderando um grupo de tarefas em 1970-1971 consistindo nos porta-aviões Independence e John F. Kennedy monitorando o Quinto Eskadra soviético no Mediterrâneo. Ele então atuou como Diretor, Divisão de Análise de Sistemas, Escritório do Chefe de Operações Navais (1971–1972); Presidente do Colégio de Guerra Naval (1972–1974); e Comandante, Segunda Frota dos Estados Unidos, Estação Naval de Norfolk (1974–1975). Depois de ser promovido a almirante em 1975, Turner tornou-se Comandante-em-Chefe da OTAN, Forças Aliadas no Sul da Europa, Nápoles, onde serviu até sua nomeação para a CIA em 1977. Turner se aposentou do serviço ativo da Marinha em 31 de dezembro de 1978.

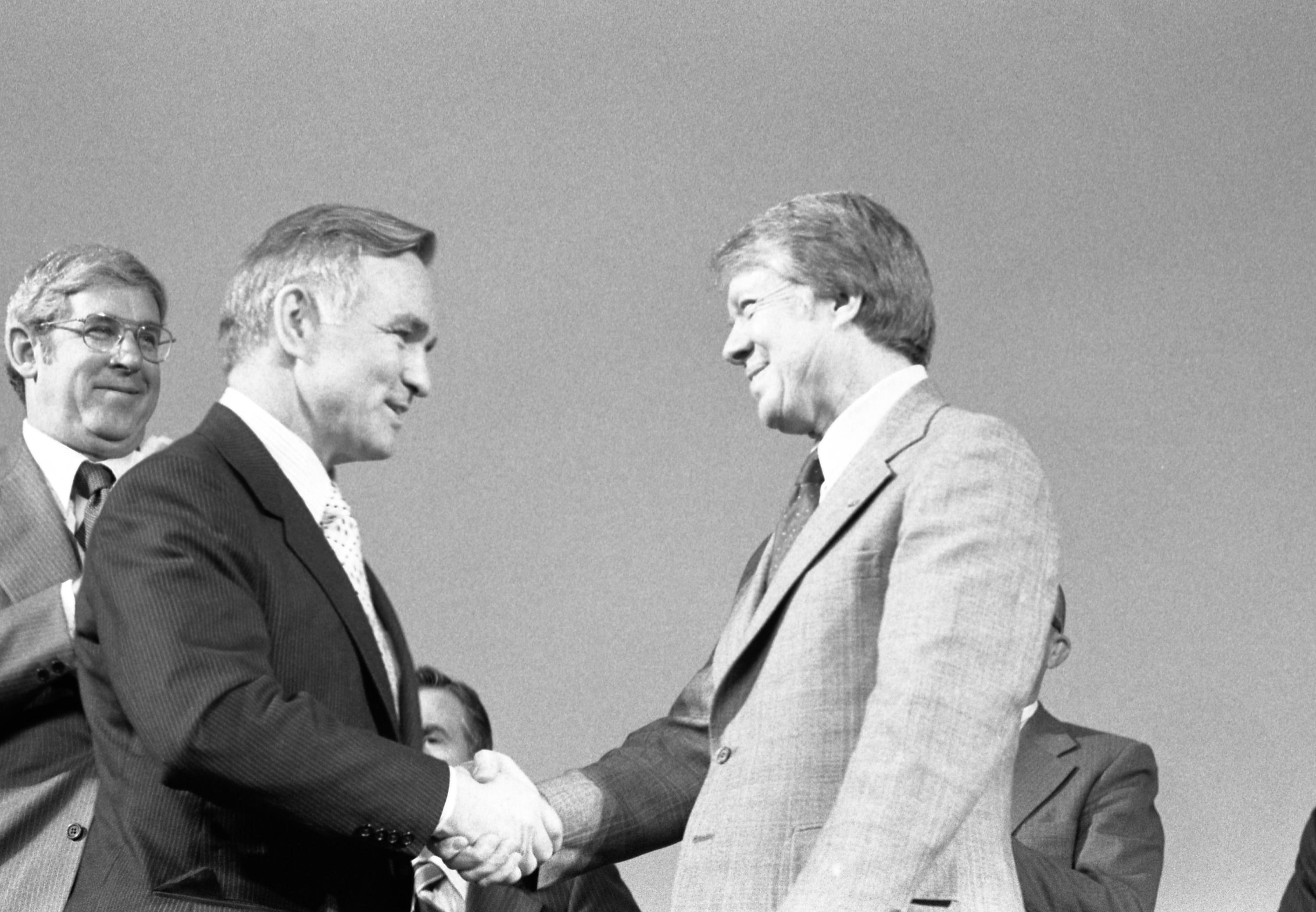
Turner apertando a mão do presidente Carter após ser empossado.

## Na cultura popular
- Turner é mencionado no filme Charlie Wilson's War pelo personagem Gust Avrakotos interpretado por Philip Seymour Hoffman.[12]
- Turner é interpretado por Philip Baker Hall no filme Argo.[2]

## Publicações selecionadas
- Segredo e Democracia: A CIA em Transição. Boston: Houghton Mifflin, 1985.ISBN 978-0395355732.
- Terrorismo e Democracia. Boston: Houghton Mifflin, 1991.ISBN 978-0395430866ISBN 978-0395430866.
- Enjaulando o gênio nuclear: um desafio americano para a segurança global. Boulder, Colorado: Westview Press, 1997.ISBN 978-0813333281ISBN 978-0813333281.
  - Edição atualizada: Caging the Genies: A Workable Solution for Nuclear, Chemical, and Biological Weapons. Boulder, Colorado: Westview Press, 1999.ISBN 978-0813366777ISBN 978-0813366777.
- Queime Antes de Ler. Nova York: Hyperion Books, 2005.ISBN 978-0786867820ISBN 978-0786867820.